# ウクライナ東部・南部4州の併合に関するウラジーミル・プーチンの演説
ウクライナ東部・南部4州の併合に関するウラジーミル・プーチンの演説（ウクライナとうぶ・なんぶ4しゅうのへいごうにかんするウラジーミル・プーチンのえんぜつ、ロシア語: Речь Владимира Путина об аннексии четырёх украинских регионов）は、2022年9月30日にロシア連邦議会で行われたロシア連邦大統領ウラジーミル・プーチンによる演説である。
ウクライナ侵攻でロシア軍が全土（一部）を占領した「ドネツク、ルガンスク、ザポロージエ（ザポリージャ）、ヘルソンのロシアへの併合」を発表した。演説は、モスクワのクレムリンで行われた。

## 内容
36分間の演説は、ロシアの西側諸国との対立の事が多くを占めた。特に、プーチンは西側が「国際ガスパイプラインの破壊」を謀略していると述べ、西側諸国のプロパガンダを非難し、ナチス宣伝大臣のゲッベルスのプロパガンダと類似していると主張した。また、反ロシアプロパガンダを拡散し、ロシアを悪と位置づける「ロシア恐怖症」や、ナチス支持者であり、過激な反共主義で知られる哲学者のイワン・イリインについても言及した。他にもプーチンは、アメリカが広島と長崎への原爆投下で「核を使った前例を作った」と述べ、再び核のレトリックに訴えた。
この演説が行われた数日前にはウクライナ軍がリマン付近でロシア軍を包囲している。これに対しプーチンは、ウクライナに対して「直ちに砲撃、爆撃、すべての戦闘行為を停止し、交渉のテーブルに着く」ことを要求し、「ドネツク、ルガンスク、ザポロージエ、ヘルソンの人々の運命は議論されない、それはもうすでに議論されている、ロシアはそれを裏切らない」と述べた。

## 反応
複数のメディアは、「プーチンが西側に対して放った最も鋭い敵意の宣言」と発表した。ウクライナのウォロディミル・ゼレンスキー大統領はこの演説に対し、「ウクライナは、別のロシア大統領と交渉する用意がある」と述べ、ウクライナがNATOに加盟を申請することを決定したと発表した。